# John J. Koraleski
John J. (Jack) Koraleski (geboren 1951) ist ein ehemaliger amerikanischer Eisenbahnmanager. Er war Chairman, CEO und Präsident der Union Pacific Corporation.

## Leben
Koraleski studierte an der University of Nebraska in Omaha und erhielt dort 1972 seinen Bachelor- und 1981 seinen Master-Abschluss in Betriebswirtschaft.
Im Juni 1972 begann er bei der Union Pacific Railroad zu arbeiten. Ab 1973 war er im neu geschaffenen Bereich Planung und Analyse unter John Rebensdorf tätig. Vom Oktober 1991 bis zum 1. März 1999 war er Vizepräsident für den Bereich Finanzen und Informationstechnik der Union Pacific Railroad. Dann wurde er Vizepräsident des Bereiches Marketing & Sales der Union Pacific Railroad. Diese Position hatte er bis zum 15. März 2012 inne. Während dieser Zeit versuchte er das Geschäft im Straßengüterverkehr auszubauen. Da der gewählte Präsident und Chief Executive Officer James R. Young schwer erkrankt war und wegen der Krankenhausaufenthalte seine Tätigkeit nicht mehr ausüben konnte, wurde John Koraleski kommissarisch zum Präsidenten und CEO der Union Pacific Corporation und der Union Pacific Railroad bestimmt. 
Am 26. Juli 2012 wurde er zum Mitglied des Aufsichtsrates berufen und am 20. März 2014 zum Vorsitzenden des Aufsichtsrates (Chairman) ernannt. 
Im Rahmen der geplanten Unternehmensnachfolge wurde die Position des Präsidenten der Bahngesellschaft zum 6. Februar 2014 an Lance M. Fritz übertragen. Am 5. Februar 2015 wurden die übrigen Funktionen CEO der Union Pacific Railroad und Präsident und CEO der Union Pacific Corporation an Fritz übergeben. Gleichzeitig wurde Koraleski Executive Chairman des Board of Directors. Zum 1. Oktober 2015 übernahm Fritz auch die Position des Chairmans of the Board. Gleichzeitig beendete Koraleski seine Tätigkeit im Aufsichtsrat.
Daneben war er unter anderem von 2005 bis März 2013 Chairman der The Bridges Investment Fund, Inc. und ist seit 15. August 2016 Aufsichtsratsmitglied der Martin Marietta Materials.
Koraleski ist verheiratet und hat vier Kinder. Er ist Mitglied des Aufsichtsrates des Nebraska Methodist Hospital, beratendes Mitglied des Aufsichtsrates des Women’s Center for Progress (früher YWCA) und unterstützte über 21 Jahre die Kampagne der YWCA-Organisation der Union Pacific. Zusammen mit seiner Frau Stephanie stiftete er das Commerce and Applied Behavioral Laboratory an der University of Nebraska.
Im Jahr 2015 war er der „König“ der Aksarben Foundation, einer gemeinnützigen Organisation in Nebraska.